# Стрельников, Иван Дмитриевич
Иван Дмитриевич Стрельников — биолог, доктор биологических наук, профессор.

## Биография
Иван Дмитриевич окончил начальную и церковно-учительскую школы, после чего начал свою педагогическую деятельность, работая сельским учителем в селе Пичкиряево Тамбовской губернии.
В 1905 году был арестован и посажен в тюрьму за организацию учительского союза. Через 7 месяцев, по амнистии, он был освобожден под надзор полиции, и сразу уехал в Петербург.
В 1906 году Иван Дмитриевич поступил в Высшую вольную школу П. Ф. Лесгафта в Петербурге.
С 1910 он является ассистентом С. И. Метальникова.
С 1910 по 1919 год он заведовал Коломенскими курсами для рабочих при Биологической лаборатории Лесгафта, где он преподавал естествознание и географию.
С 1911 по 1925 год Иван Дмитриевич ассистент по зоологическому отделению Биологической лаборатории Лесгафта.
С 1914 по 1915 год он участвует во второй русской экспедиции в тропическую Южную Америку (Бразилия, Боливия, Парагвай) для изучения животного и растительного мира этих земель, а также жизни первобытных племен индейцев.
С 1917 по 1918 год Иван Дмитриевич работал хранителем уникальных лесгафтовских коллекций.
В 1918 году стал помощником Н. А. Морозова директора Биологической лаборатории.
В 1928 году принимал участие в Международном конгрессе американистов в Нью-Йорке.
Иван Дмитриевич был заведующим в музее анатомии, лаборатории экологической морфологии в НИИ им. П. Ф. Лесгафта.
С 1923 по 1940 год преподавал в Институте физической культуры им. П. Ф. Лесгафта.
В 1934 году на Карадаге Иван Дмитриевич тяжело переболел тропической малярией.
С 1934 по 1940 год был приглашен в Зоологический институт в качестве ученого специалиста для организации и заведования лабораторией экологии.
В 1935 году без защиты диссертации за совокупность трудов получил степень доктора биологических наук, профессора.
В 1942 году Иван Дмитриевич вместе со своей семьей переехал в г. Молотов (Пермь), куда был эвакуирован Ленинградский сельскохозяйственный институт.
В 1958 году в этом же институте им была создана лаборатория экологии.
С 1939 по 1969 год руководил созданной им кафедрой зоологии Ленинградского сельскохозяйственного института.

## Научная деятельность
В 1910 году начинается научная деятельность Ивана Дмитриевича под руководством С. И. Метальникова, который в том же году отправляет его на русскую зоологическую станцию на Средиземном море (Виллафранка во Франции) для изучения морских животных.
В 1913 году он был направлен С. И. Метальниковым в Париж в Институт Пастера для работы по иммунитету в лабораторию И.И Мечникова.
В 1914 году Иван Дмитриевич вместе с Н.П Танасийчуком, Г.Г Манизером, Ф.А Фиельструпом, С.В Гейманом отправились в Южную Америку для сбора этнографических и зоологических коллекций для русских музеев, что закончилось очень плодотворно.
В 1920 году под его руководством работала Мурманская экспедиция в составе пяти человек. Она исследовала фауны некоторых частей Кольского залива, Баренцева моря, Айновых островов, Печенгского залива.
В 1921 году под его же руководством проводились гидробиологические исследования Карского моря на ледоколе «Таймыр».
В 1922 году Иван Дмитриевич со студентом зоогеографом Л. К. Лозина-Лозинским приняли участие в Беломорской экспедиции профессора К. М. Дерюгина.
В 1932 году он работал на Карадагской биологической станции.
В 1935 году Иван Дмитриевич руководит экспедицией по изучению терморегуляции грызунов в Брянском районе.
В 1937 году под его руководством проходит экспедиция по изучению хлопковой совки в Азербайджанской ССР, а в первой половине лета работает в комплексной Эльбрусской экспедиции АН СССР по действию солнечной радиации на насекомых и рептилий.
В 1939 году им была создана кафедра зоологии Ленинградского сельскохозяйственного института (ныне Федеральное государственное бюджетное образовательное учреждение высшего образования «Санкт-Петербургский государственный аграрный университет»).
С 1943 по 1944 Иван Дмитриевич и дальше продолжал свои научные исследования в области экологии животных, составлял курс лекций по экспериментальной экологии животных, писал научные статьи.
В середине 1944 года он вместе с сельскохозяйственным институтом возвратился в Ленинград и продолжил свои исследования. Он занимался восстановлением музея экологической морфологии и лаборатории экспериментальной экологии. Исследовательские работы он продолжал и в 50-70-е годы.

## Семья
Отец — Дмитрий Савельевич Стрельников
Мать — Василиса Герасимовна Стрельникова
Жена — Александра Павловна Соколовская
Дочь — Нина Ивановна Стрельникова
Сын — Сергей Иванович Стрельников

## Основные публикации
- О термитах Южной Америки. Из Парагвая, Matto Grosso (Бразилия) и Chiquitos (Боливия) // Известия Научного института им. П. Ф. Лесгафта. 1919—1920. Вып. 1-2. С. 212—226;
- Strelnikov I.D. Les Kaa-iwuá du Paraguay // Atti del XXII. Congresso Internazionale degli Americanisti, Roma, 1926. Vol. II. Roma, 1928. P. 333—366;
- Русская экспедиция в Бразилию академика Лангсдорфа (1821—1829) // Природа. 1929. № 1. С. 43-54;
- Религиозные представления индейцев гуарани бассейна р. Верхняя Парана (Парагвай и Бразилия) // Сборник Музея антропологии и этнографии. 1930. Т. IX. С. 293—339;
- Strelnikov I.D. The Expedition of G.I. Langsdorf to Brazil in 1821—1829 // Proceedings of the XXIIIth International Congress of Americanistes, held at New York, September 17-22, 1928. N.Y., 1930. P. 751—759;
- lnikov I.D. La música y la danza de las tribus indias Kaa-iwua (guarani), Kaingang y Botokudo // Proceedings of the XXIIIth International Congress of Americanistes, held at New York, September 17-22, 1928. N.Y., 1930. P. 796—802;
- Животные тропического леса // Детская энциклопедия. Растения и животные. 2-е изд. М., 1965.